# Till Eckert

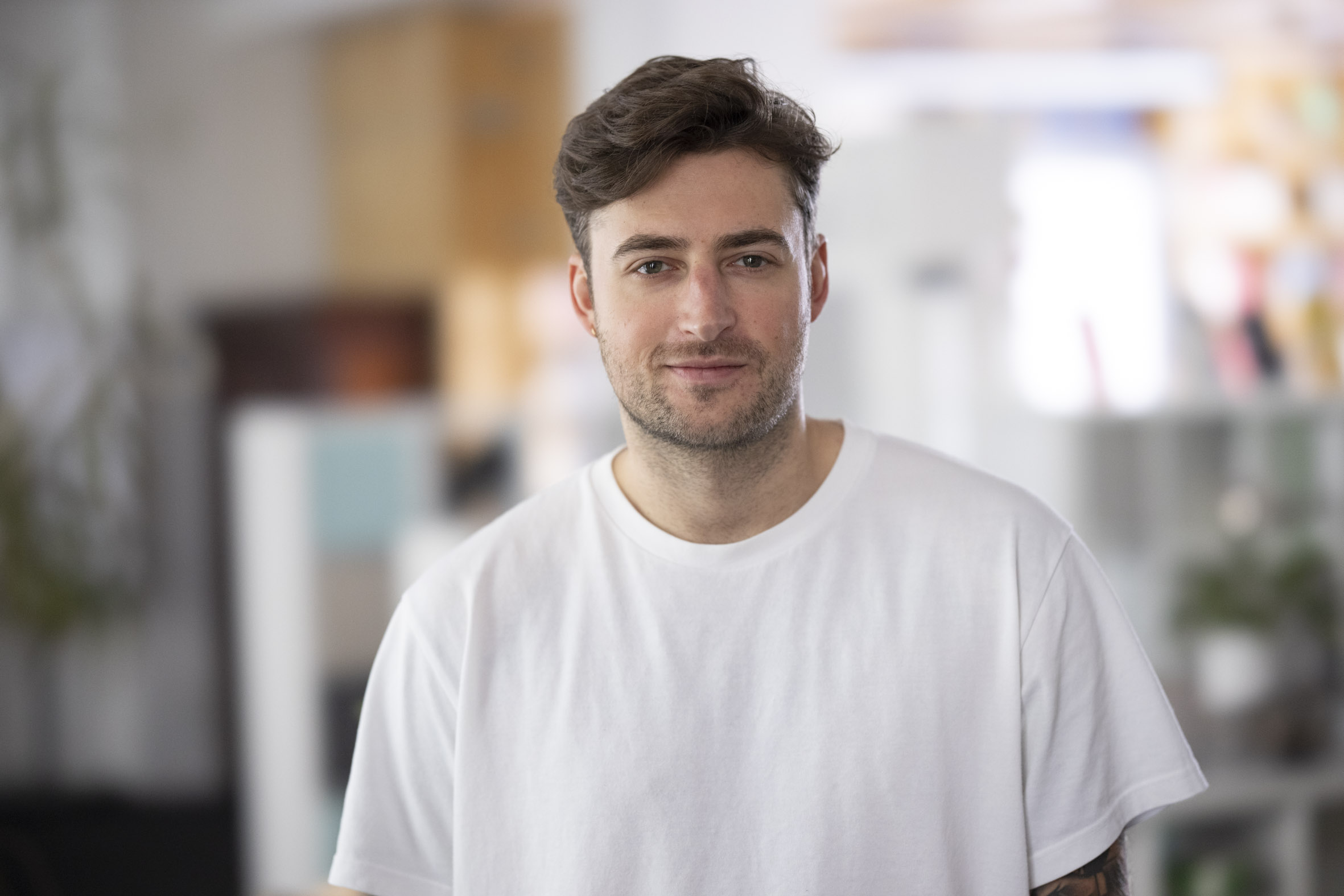
Till Eckert (2021)

Till Eckert (* 18. März 1990) ist ein deutscher Investigativ-Journalist.

## Leben
Eckert war vier Jahre lang Soldat auf Zeit bei der Bundeswehr, die er 2014 infolge einer nachträglichen Kriegsdienstverweigerung verließ. Daraufhin absolvierte er ein journalistisches Volontariat bei der Schwäbischen Post mit Stationen bei der Südwest Presse und dem Handelsblatt. 2016 zog er nach Berlin und arbeitete als Redakteur bei ze.tt, einem Magazin von Zeit Online. Seit 2019 ist er für das Recherchezentrum Correctiv tätig. Dort baute er unter anderem ein Faktencheck-Team mit auf und ist Teil aufwändiger investigativer Recherchen.
Er hält Seminare und Vorträge zu Desinformation, digitalem Machtmissbrauch und Rechtsextremismus. Zu diesen Themen tritt er häufig als Interview-Gast und Experte in den Medien auf.

## Recherchen
Eckert machte nach den Ausschreitungen in Chemnitz 2018 als Erster ein Opfer ausfindig, das in einer als „Hasi-Video“ bekannten Aufnahme vor einem Rechtsextremen wegrannte. Seine Berichterstattung wurde Teil der Kontroverse um Äußerungen des damaligen Verfassungsschutzpräsidenten Hans-Georg Maaßen, der in einem Interview mit der Bild-Zeitung vom 7. September 2018 die Echtheit des Videos anzweifelte und gezielte Desinformation vorwarf, dafür jedoch keine Belege vorlegte. Weitere Recherchen Eckerts mit Journalisten von Zeit Online zeigten, dass das Video echt war. Maaßen wurde unter anderem aufgrund dieser Aussagen im November 2018 in den einstweiligen Ruhestand versetzt.
Im Mai 2019 berichtete Eckert als einziger Journalist von einer Konferenz der AfD-Fraktion mit rechten Bloggern im Deutschen Bundestag, an der er undercover teilnahm. Medienvertretern war der Zutritt zuvor untersagt worden, auch die Teilnehmerliste war geheim.
Während der Anfangsphase der Corona-Pandemie widerlegte Eckert verschiedene Behauptungen des Aktivisten Ken Jebsen in dem auf YouTube millionenfach abgerufenen Video „Gates kapert Deutschland!“. Behauptungen des rechten Aktivisten Billy Six zu Belegungen in deutschen Kliniken waren laut Eckert „irreführend“. Mit weiteren Correctiv-Journalisten legte er im August 2020 nach einer mehrwöchigen Recherche „ein bundesweites Netzwerk von Wissenschaftlern, Meinungsmachern und Anwälten“ offen, das versuche, „die Corona-Maßnahmen zu untergraben“.
Im Oktober 2020 war Eckert Teil des fünfköpfigen Teams hinter „Kein Filter für Rechts“, einer komplexen datenjournalistischen Recherche über Rekrutierungsmaßnahmen der rechten Szene auf Instagram. Die Recherche dauerte über acht Monate und wurde deutschlandweit von Medien aufgegriffen. Instagram reagierte laut Correctiv umgehend und löschte vor und nach der Veröffentlichung etliche Beispiele aus den Texten vom Sozialen Netzwerk.
Im Januar 2024 berichtete er als Teil eines mehrköpfigen Teams zum Treffen von Rechtsextremisten in Potsdam im November 2023. Die Journalisten widmeten sich dem Rechtsextremisten Mario Müller, der in der Villa Adlon einen Vortrag hielt. Müller behauptete dabei, an Informationen über einen „deutschen Antifa-Aktivisten in Polen“ gekommen zu sein, der in dem Dresdner Linksextremismusprozess als Kronzeuge gegen die Angeklagte Lina E. eine „Schlüsselrolle“ gespielt habe. Er habe einige Monate vor dessen Aussage vor Gericht dessen Aufenthaltsort verbreitet „und einen Schlägertrupp auf ihn angesetzt“, sagte er in seinem Vortrag, dementierte dies aber Correctiv gegenüber. Er habe sich lediglich mit polnischen Journalisten über den Aufenthaltsort des Zeugen „ausgetauscht“.

### Recherchen zu chinesischer Einflussnahme
Ab 2022 legte Eckert gemeinsam mit seiner Correctiv-Kollegin Sophia Stahl wiederholt mögliche chinesische Einflussnahme an deutschen Hochschulen offen. So waren die beiden Journalisten Teil der internationalen Recherchekooperation „China Science Investigation“, die zeigte, wie das chinesische Militär gezielt in Forschungskooperationen mit deutschen Hochschulen geht, um Wissen abzugreifen. Die deutschen Forschenden und Hochschulen waren sich dessen laut der Recherche nicht bewusst oder ignorierten es. Die Journalisten kooperierten unter anderem mit Deutsche Welle, Deutschlandfunk und Süddeutsche Zeitung. Die Recherche wurde deutschlandweit von Medien aufgegriffen und führte zu Stellungnahmen und Debatten in Politik und Wissenschaft.
In einer weiteren Recherche zeigten Eckert und Stahl mögliche Schwachstellen für staatlich gelenkte Cyberangriffe durch China an deutschen Hochschulen auf. Konfrontiert mit dem Ergebnis teilte beispielsweise die RWTH Aachen mit, ihr sei bekannt, dass ihre chinesischen Kooperationspartner Hackergruppen nahestünden. Die „Neueinstufung oder Beendigung von Partnerschaften“ wolle die Hochschule jedoch nicht öffentlich diskutieren. Laut Aussagen des Datenschutzexperten Manuel Atug und des Bundesamtes für Verfassungsschutz gegenüber den Journalisten handele es sich bei Cyberangriffen auf Hochschulen um ein ideales Einfallstor für Spionage.
Im März 2023 berichteten die Journalisten in Kooperation mit der Deutschen Welle, dass chinesische Studierende mit Stipendium des China Scholarship Council Verträge unterzeichnen müssen, die sie zur Staatstreue verpflichten; bei Nichteinhaltung drohten hohe Strafen für sie und ihre Bürgen in China. Die China-Expertin und Autorin Mareike Ohlberg analysierte die Verträge und warf der chinesischen Regierung „Kontrollwahn“ vor. Der Bundestagsabgeordnete und Forschungspolitiker Kai Gehring (Grüne) kommentierte die Recherche mit: „Diese Praxis ist mit der in unserem Grundgesetz verankerten Wissenschaftsfreiheit unvereinbar. Die Verankerung von Staatspropaganda und Kontrolle führt den Sinn von internationalem akademischen Austausch ad absurdum“. Die Freie Universität Berlin und die Ludwig-Maximilians-Universität München, bei denen jeweils Stipendiaten des Programms studieren, teilten auf Konfrontation der Journalisten mit, dass ihnen die Verträge nicht bekannt gewesen seien.
Im Mai 2023 rekonstruierten Eckert und Stahl gemeinsam mit Kolleginnen der Deutschen Welle eine langjährige Forschungsbeziehung zwischen der Ruprecht-Karls-Universität Heidelberg und der University of Science and Technology of China. Im Zentrum der Recherche steht der Quantenforscher Pan Jian-Wei, der in den 2000er Jahren in Heidelberg forschte. Laut den Journalisten hält er mittlerweile enge Verbindungen zur chinesischen Rüstungsindustrie und habe trotzdem weiter eine Honorarprofessur in Heidelberg inne.
Im Juni und Oktober 2024 berichtete Eckert anhand der Aussagen mehrerer Insider mehrfach über das Geschäftsgebaren einiger Professoren der Elite-Universität RWTH Aachen. Dabei legte er unter anderem das von diesen genutzte Konzept der „Professoren-GmbHs“ offen. Es handele sich dabei um „Hülsen-Firmen“, die zwischen die Universität und möglichen Geldgebern für Forschung installiert würden. Die Verträge zwischen der Firma und den Geldgebern würde dabei allerdings nicht geprüft. Weiterhin seien Millionensummen aus China an die Universität geflossen. Ehemalige und aktuelle Mitarbeitende schilderten später, Doktoranden und wissenschaftliche Mitarbeitende sollten Drittmittel einwerben und Dienstleistungen für Firmen erbringen, an denen ihre Professoren beteiligt seien, statt primär wissenschaftliche Arbeit zu leisten. Die Organisation Transparency International kritisierte das Vorgehen an der Uni scharf und forderte „unabhängige Untersuchungen“.
Im Mai 2025 berichtete Eckert gemeinsam mit dem Correctiv-Journalisten Alexej Hock über einen Spionage-Vorwurf gegen eine Professorin der Technischen Universität München. Ihr langjähriger zweiter Arbeitgeber, das Deutsche Zentrum für Luft und Raumfahrt, habe sie der Ausspähung sensibler Satellitendaten für China verdächtigt und deshalb entlassen. Die Forscherin unterhalte laut den Recherchen der Journalisten zudem enge Verbindungen in den chinesischen Verteidigungsapparat. Führende Innenpolitiker wie Roderich Kiesewetter (CDU) und Konstantin von Notz (Grüne) forderten nach Veröffentlichung härtere Ausschlusskriterien bei Forschungskooperationen mit chinesischen Einrichtungen, die bayerische Grünen-Politikerin Verena Osgyan forderte „100-prozentige Aufklärung in dem Verdachtsfall gegenüber der Lehrstuhlinhaberin der TU München“.

## Auszeichnungen
- 2025: Arthur F. Burns Fellowship[51]
- 2024: Platz 7 der Journalisten des Jahres des Medium Magazins in der Kategorie „Reportage national“[52][53]
- 2024: „Medienpreis Wirtschaft NRW“ für die Recherche „Die Bling-Bling-Professoren aus Aachen“[54]
- 2023: Grimme Online Award für Mitarbeit an der Recherche „Schwangerschaftsabbruch in Deutschland“[55]
- 2023: Goethe-Medienpreis für die Recherche „China Science Investigation“[56]
- 2023: „IJ4EU-Impact-Award“-Shortlist für die Recherche „China Science Investigation“[57]
- 2021: Deutscher Reporter:innenpreis in der Kategorie „Datenjournalismus“ für die Recherche „Kein Filter für Rechts“[58]
- 2021: Nannenpreis-Shortlist in der Kategorie „Geschichte des Jahres“ für die Recherche „Kein Filter für Rechts“[59]
- 2021: „Sigma Award for Data Journalism“ für die Recherche „Kein Filter für Rechts“[60]
- 2019: Platz 4 der Journalisten des Jahres des Medium Magazins in der Kategorie „Team“[61]

## Veröffentlichungen
- 2021: Chef vom Dienst und Mitautor von Menschen – Im Fadenkreuz des rechten Terrors, Correctiv, ISBN 978-3-948013-13-4
- 2020: Mitautor von Corona: Geschichte eines angekündigten Sterbens, DTV, ISBN 978-3-423-26281-1